# Grand Prix Formule 1 van Japan 2017
De Grand Prix Formule 1 van Japan 2017 werd verreden op 8 oktober 2017 op het Suzuka International Racing Course. Het was de zestiende race van het kampioenschap.

## Vrije trainingen

### Uitslagen
- Er wordt enkel de top-5 weergegeven.

| Vrije training 1 | Pos | No | Coureur          | Constructeur         | Tijd     |
| ---------------- | --- | -- | ---------------- | -------------------- | -------- |
| Vrije training 1 | 1   | 5  | Sebastian Vettel | Ferrari              | 1:29.166 |
| Vrije training 1 | 2   | 44 | Lewis Hamilton   | Mercedes             | 1:29.377 |
| Vrije training 1 | 3   | 3  | Daniel Ricciardo | Red Bull-TAG Heuer   | 1:29.541 |
| Vrije training 1 | 4   | 7  | Kimi Räikkönen   | Ferrari              | 1:29.638 |
| Vrije training 1 | 5   | 77 | Valtteri Bottas  | Mercedes             | 1:30.151 |
| Vrije training 2 | Pos | No | Coureur          | Constructeur         | Tijd     |
| Vrije training 2 | 1   | 44 | Lewis Hamilton   | Mercedes             | 1:48.719 |
| Vrije training 2 | 2   | 31 | Esteban Ocon     | Force India-Mercedes | 1:49.518 |
| Vrije training 2 | 3   | 11 | Sergio Pérez     | Force India-Mercedes | 1:51.345 |
| Vrije training 2 | 4   | 19 | Felipe Massa     | Williams-Mercedes    | 1:52.146 |
| Vrije training 2 | 5   | 18 | Lance Stroll     | Williams-Mercedes    | 1:52.343 |
| Vrije training 3 | Pos | No | Coureur          | Constructeur         | Tijd     |
| Vrije training 3 | 1   | 77 | Valtteri Bottas  | Mercedes             | 1:29.055 |
| Vrije training 3 | 2   | 44 | Lewis Hamilton   | Mercedes             | 1:29.069 |
| Vrije training 3 | 3   | 5  | Sebastian Vettel | Ferrari              | 1:29.379 |
| Vrije training 3 | 4   | 33 | Max Verstappen   | Red Bull-TAG Heuer   | 1:29.910 |
| Vrije training 3 | 5   | 3  | Daniel Ricciardo | Red Bull-TAG Heuer   | 1:30.018 |

## Kwalificatie
Lewis Hamilton behaalde voor Mercedes zijn tiende pole position van het seizoen, terwijl zijn teamgenoot Valtteri Bottas zich als tweede kwalificeerde. Ferrari-coureur Sebastian Vettel zette de derde tijd neer, voor de Red Bull-coureurs Daniel Ricciardo en Max Verstappen en Ferrari-coureur Kimi Räikkönen. Het Force India-duo Esteban Ocon en Sergio Pérez kwalificeerden zich als zevende en achtste, terwijl Williams-coureur Felipe Massa en McLaren-coureur Fernando Alonso de top 10 compleet maakten.
Na afloop van de tweede vrije training op vrijdag moest Valtteri Bottas zijn versnellingsbak vervangen. Aangezien deze nog niet de verplichte zes races had afgelegd, kreeg Bottas na afloop van de kwalificatie een straf van vijf startplaatsen. Ook Kimi Räikkönen kreeg vijf startplaatsen straf na het wisselen van zijn versnellingsbak als gevolg van een ongeluk in de derde vrije training. Daarnaast kregen drie coureurs straffen vanwege het wisselen van meerdere onderdelen van hun motor: Toro Rosso-coureur Carlos Sainz jr. en Renault-coureur Jolyon Palmer kregen allebei twintig plaatsen straf, terwijl Fernando Alonso 35 plaatsen moest inleveren.

### Kwalificatieuitslag
| Pos                 | No | Coureur           | Constructeur         | Q1       | Q2       | Q3       | Grid |
| ------------------- | -- | ----------------- | -------------------- | -------- | -------- | -------- | ---- |
| 1                   | 44 | Lewis Hamilton    | Mercedes             | 1:29.047 | 1:27.819 | 1:27.319 | 1    |
| 2                   | 77 | Valtteri Bottas   | Mercedes             | 1:29.332 | 1:28.543 | 1:27.651 | 6    |
| 3                   | 5  | Sebastian Vettel  | Ferrari              | 1:29.352 | 1:28.225 | 1:27.791 | 2    |
| 4                   | 3  | Daniel Ricciardo  | Red Bull-TAG Heuer   | 1:29.475 | 1:28.935 | 1:28.306 | 3    |
| 5                   | 33 | Max Verstappen    | Red Bull-TAG Heuer   | 1:29.181 | 1:28.747 | 1:28.332 | 4    |
| 6                   | 7  | Kimi Räikkönen    | Ferrari              | 1:29.163 | 1:29.079 | 1:28.498 | 10   |
| 7                   | 31 | Esteban Ocon      | Force India-Mercedes | 1:30.115 | 1:29.199 | 1:29.111 | 5    |
| 8                   | 11 | Sergio Pérez      | Force India-Mercedes | 1:29.696 | 1:29.343 | 1:29.260 | 7    |
| 9                   | 19 | Felipe Massa      | Williams-Mercedes    | 1:30.352 | 1:29.687 | 1:29.480 | 8    |
| 10                  | 14 | Fernando Alonso   | McLaren-Honda        | 1:30.525 | 1:29.749 | 1:30.687 | 20   |
| 11                  | 2  | Stoffel Vandoorne | McLaren-Honda        | 1:30.654 | 1:29.778 |          | 9    |
| 12                  | 27 | Nico Hülkenberg   | Renault              | 1:30.252 | 1:29.879 |          | 11   |
| 13                  | 20 | Kevin Magnussen   | Haas-Ferrari         | 1:30.774 | 1:29.972 |          | 12   |
| 14                  | 30 | Jolyon Palmer     | Renault              | 1:30.516 | 1:30.022 |          | 18   |
| 15                  | 55 | Carlos Sainz jr.  | Toro Rosso           | 1:30.565 | 1:30.413 |          | 19   |
| 16                  | 8  | Romain Grosjean   | Haas-Ferrari         | 1:30.849 |          |          | 13   |
| 17                  | 10 | Pierre Gasly      | Toro Rosso           | 1:31.317 |          |          | 14   |
| 18                  | 18 | Lance Stroll      | Williams-Mercedes    | 1:31.409 |          |          | 15   |
| 19                  | 9  | Marcus Ericsson   | Sauber-Ferrari       | 1:31.597 |          |          | 16   |
| 20                  | 94 | Pascal Wehrlein   | Sauber-Ferrari       | 1:31.885 |          |          | 17   |
| 107%-tijd: 1:35.280 |    |                   |                      |          |          |          |      |

## Wedstrijd
De race werd gewonnen door Lewis Hamilton, die zijn achtste overwinning van het seizoen behaalde. De Red Bull-coureurs Max Verstappen en Daniel Ricciardo werden respectievelijk tweede en derde. Valtteri Bottas eindigde op de vierde plaats, terwijl Kimi Räikkönen als vijfde eindigde. De Force India-coureurs Esteban Ocon en Sergio Pérez werden zesde en zevende, voor het Haas-duo Kevin Magnussen en Romain Grosjean. Felipe Massa sloot de top 10 af na een gevecht in de laatste ronden met Fernando Alonso.

### Raceuitslag
| Pos. | No. | Coureur           | Constructeur         | Rondes | Tijd/Oorzaak uitval | Grid | Punten |
| ---- | --- | ----------------- | -------------------- | ------ | ------------------- | ---- | ------ |
| 1    | 44  | Lewis Hamilton    | Mercedes             | 53     | 1:27:31.194         | 1    | 25     |
| 2    | 33  | Max Verstappen    | Red Bull-TAG Heuer   | 53     | +1.211              | 4    | 18     |
| 3    | 3   | Daniel Ricciardo  | Red Bull-TAG Heuer   | 53     | +9.679              | 3    | 15     |
| 4    | 77  | Valtteri Bottas   | Mercedes             | 53     | +10.580             | 6    | 12     |
| 5    | 7   | Kimi Räikkönen    | Ferrari              | 53     | +32.622             | 10   | 10     |
| 6    | 31  | Esteban Ocon      | Force India-Mercedes | 53     | +1:07.788           | 5    | 8      |
| 7    | 11  | Sergio Pérez      | Force India-Mercedes | 53     | +1:11.424           | 7    | 6      |
| 8    | 20  | Kevin Magnussen   | Haas-Ferrari         | 53     | +1:28.953           | 12   | 4      |
| 9    | 8   | Romain Grosjean   | Haas-Ferrari         | 53     | +1:29.883           | 13   | 2      |
| 10   | 19  | Felipe Massa      | Williams-Mercedes    | 52     | +1 ronde            | 8    | 1      |
| 11   | 14  | Fernando Alonso   | McLaren-Honda        | 52     | +1 ronde            | 20   |        |
| 12   | 30  | Jolyon Palmer     | Renault              | 52     | +1 ronde            | 18   |        |
| 13   | 10  | Pierre Gasly      | Toro Rosso           | 52     | +1 ronde            | 14   |        |
| 14   | 2   | Stoffel Vandoorne | McLaren-Honda        | 52     | +1 ronde            | 9    |        |
| 15   | 94  | Pascal Wehrlein   | Sauber-Ferrari       | 51     | +2 ronden           | 17   |        |
| DNF  | 18  | Lance Stroll      | Williams-Mercedes    | 45     | Wiel                | 15   |        |
| DNF  | 27  | Nico Hülkenberg   | Renault              | 40     | Achtervleugel       | 11   |        |
| DNF  | 9   | Marcus Ericsson   | Sauber-Ferrari       | 7      | Ongeluk             | 16   |        |
| DNF  | 5   | Sebastian Vettel  | Ferrari              | 4      | Bougie              | 2    |        |
| DNF  | 55  | Carlos Sainz jr.  | Toro Rosso           | 0      | Ongeluk             | 19   |        |

## Tussenstanden Grand Prix
Betreft tussenstanden na afloop van de race.

### Coureurs
| Positie | No. | Rijder           | Team                 | Punten |
| ------- | --- | ---------------- | -------------------- | ------ |
| 01      | 44  | Lewis Hamilton   | Mercedes             | 306    |
| 02      | 5   | Sebastian Vettel | Ferrari              | 247    |
| 03      | 77  | Valtteri Bottas  | Mercedes             | 234    |
| 04      | 3   | Daniel Ricciardo | Red Bull-TAG Heuer   | 192    |
| 05      | 7   | Kimi Räikkönen   | Ferrari              | 148    |
| 06      | 33  | Max Verstappen   | Red Bull-TAG Heuer   | 111    |
| 07      | 11  | Sergio Pérez     | Force India-Mercedes | 82     |
| 08      | 31  | Esteban Ocon     | Force India-Mercedes | 65     |
| 09      | 55  | Carlos Sainz jr. | Toro Rosso           | 48     |
| 10      | 27  | Nico Hülkenberg  | Renault              | 34     |

### Constructeurs
| Positie | Team                 | Punten |
| ------- | -------------------- | ------ |
| 01      | Mercedes             | 540    |
| 02      | Ferrari              | 395    |
| 03      | Red Bull-TAG Heuer   | 303    |
| 04      | Force India-Mercedes | 147    |
| 05      | Williams-Mercedes    | 66     |
| 06      | Toro Rosso           | 52     |
| 07      | Haas-Ferrari         | 43     |
| 08      | Renault              | 42     |
| 09      | McLaren-Honda        | 23     |
| 10      | Sauber-Ferrari       | 5      |